# Niemyje-Jarnąty
Niemyje-Jarnąty – wieś w Polsce położona w województwie podlaskim, w powiecie bielskim, w gminie Rudka. Niemyje Jarnąty zamieszkuje ok. 50 osób. Mieszkańcy utrzymują się przede wszystkim z rolnictwa.
W latach 1975–1998 miejscowość administracyjnie należała do województwa białostockiego.
W 2011 roku wieś zamieszkiwało 41 osób.
Wierni kościoła rzymskokatolickiego należą do parafii Matki Bożej Królowej Polski w Niemyjach Nowych.